# ادری پاوان
ادری پاوان (انگلیسی: Adri Pavón؛ زادهٔ ۱۶ مارس ۱۹۸۹) بازیکن فوتبال اهل اسپانیا است.